# Parque nacional Ivvavik
El Parque Nacional Ivvavik es un parque nacional de Canadá establecido en la parte noroccidental el territorio del Yukón, limitado al norte por la propia costa del mar de Beaufort. Su nombre significa "guardería" o "lugar de nacimiento" en Inuvialuktun. El parque nacional Ivvavik fue el primer parque nacional que se estableció como consecuencia de una demanda de tierras de acuerdo con sus nativos. La ciudad más cercana es Inuvik, fue creado en 1984 y tiene un área de 10 168 km². 